# خوسيه استيبان مونتيل
خوسيه استيبان مونتيل (بالإسبانية: José Esteban Montiel)‏ هو منافس ألعاب قوى إسباني، ولد في 20 سبتمبر 1962 في أوخيخاريس في إسبانيا.

## وصلات خارجية
- خوسيه استيبان مونتيل على موقع الاتحاد الدولي لألعاب القوى (الإنجليزية)
- خوسيه استيبان مونتيل على موقع اللجنة الأولمبية الدولية (الإنجليزية)
- خوسيه استيبان مونتيل على موقع أوليمبيديا (الإنجليزية)